# Смітсон Теннант
Смітсон Теннант (англ. Smithson Tennant, 30 листопада 1761 — Північний Йоркшир; 22 лютого 1815, Булонь) — англійський науковець, хімік.

## Біографічні дані
Теннант ще у молодому віці втратив батьків. Вивчав хімію спочатку в Едібурзі і потім — у Кембріджі. У 1813 році отримав посаду професора в Кембріджі.
Разом зі своїм асистентом Вільямом Гайдом Волластоном Теннант навів докази, що діамант складається з чистого вуглецю. Він окиснив однакову масу вугілля та діаманту і отримав як продукт окиснення однакову кількість CO2.
У 1804 році Теннант із залишку, що лишився після розчинення платини, виділив нові елементи — Іридій та Осмій.
Загинув унаслідок нещасного випадку під час верхової їзди[джерело?].

## Вшанування пам'яті
Теннант нагороджений медаллю Коплі Лондонського королівського товариства за 1804. Його іменем названо мінерал теннантит.